# Ford Explorer
De Ford Explorer is een SUV die geproduceerd wordt door Ford sinds 1990 als opvolger van de Bronco II.
Er bestaan ondertussen reeds zes generaties van de Explorer. De eerste twee generaties waren rechtstreeks afgeleid van de Ford Ranger, voor generaties drie en vier werd een modelspecifiek SUV-chassis gebruikt. Sinds de vijfde generatie wordt de Explorer als CUV verkocht, waarbij een SUV-variant van de Ford Taurus-architectuur gebruikt wordt.

## Eerste generatie
De Ford Explorer wordt sinds maart 1990 in de Verenigde Staten verkocht.
De eerste generatie was beschikbaar in zowel driedeurs- als vijfdeursversies. De Ford Explorer gebruikte hetzelfde chassis als zijn voorganger, de Ford Bronco II. Maar in tegenstelling tot de Bronco II werd de Explorer in de markt gezet als een gezinswagen met offroad-capaciteiten. Met een lengte van 4,43 meter en een breedte van 1,78 meter was de Explorer ook aanzienlijk zwaarder dan de Bronco II, waardoor een krachtigere motor nodig was: een 4,0-liter V6-motor met een vermogen van 116 kW (158 pk).
De uitrustingslijst van de Explorer bevatte alles om er een luxe-voertuig van te maken: automatische transmissie, vierwielaandrijving, lederen interieur, airconditioning, geluidsinstallatie, elektrische ramen en zetels, centrale vergrendeling en cruise control.
De uitgebreide keuze aan modellen, gaande van een eenvoudig uitgeruste tweedeurs Explorer met achterwielaandrijving en handgeschakelde versnellingsbak tot een rijkelijk uitgeruste luxe-wagen, maakte van de Explorer een commercieel succes.
De eerste generatie Explorer werd ook door Mazda van 1991 tot 1994 onder de naam Mazda Navajo verkocht. De Navajo werd enkel als driedeursmodel aangeboden.

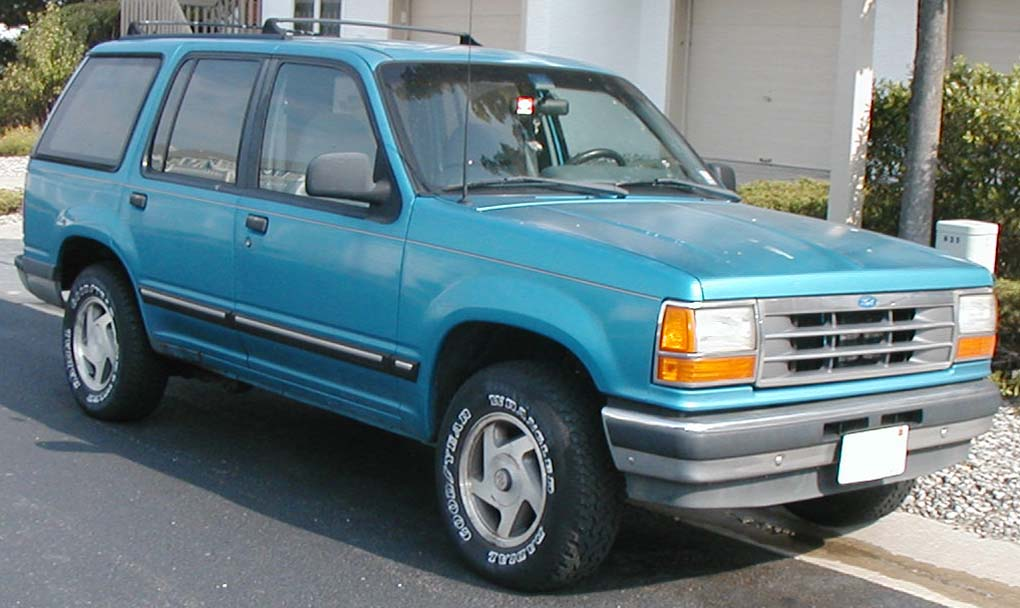
Ford Explorer (vijfdeurs)
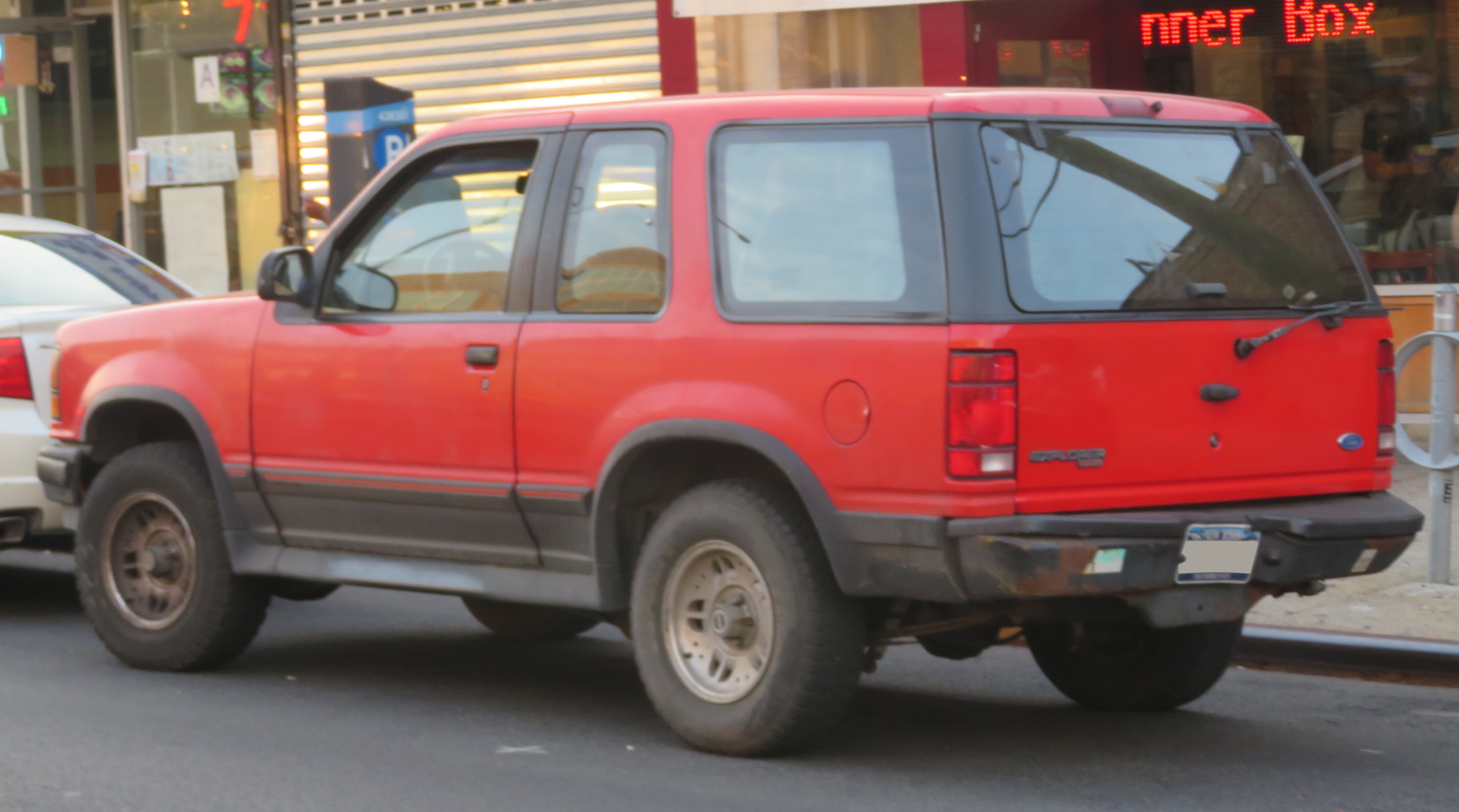
Ford Explorer Sport (driedeurs), achteraanzicht
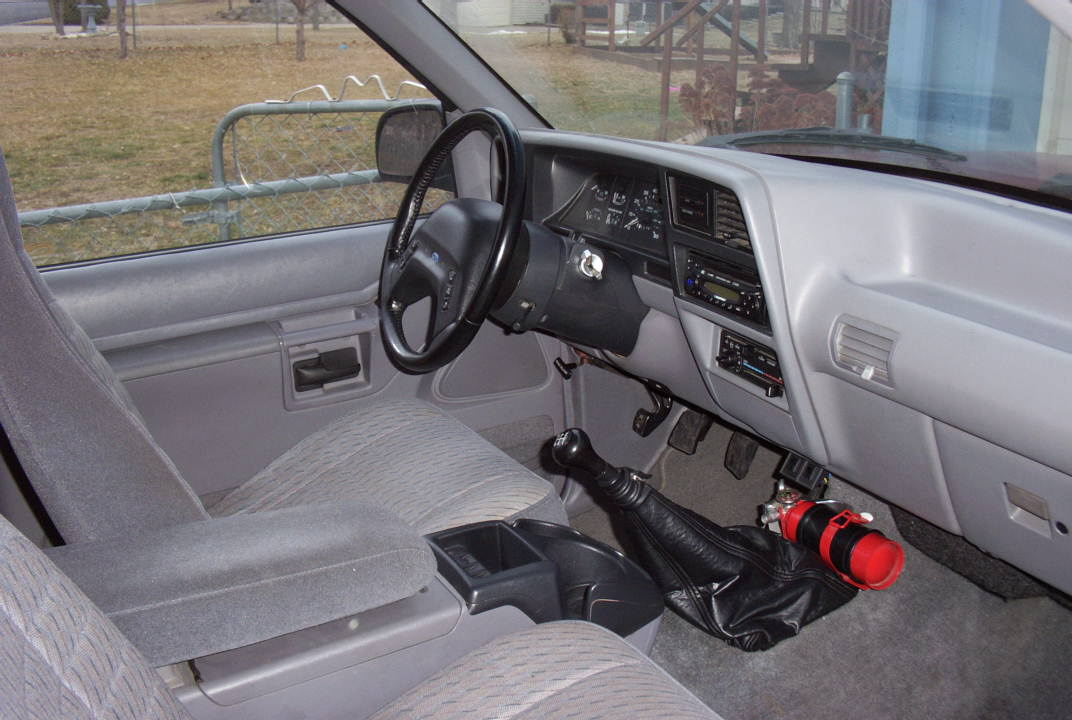
Ford Explorer, interieur

### Europese versie
Vanaf 1993 werd de Ford Explorer ook aangeboden op de Europese markt. Met een exclusieve uitrusting mikte Ford op het toen nog kleine segment van de luxe terreinwagens. De enige beschikbare motor was een 4,0-liter V6-benzinemotor met 121 kW (165 pk), er was geen dieselversie.

## Tweede generatie
De tweede generatie kwam op de markt in 1995. De Explorer was technisch sterk herzien en kreeg een nieuwe styling. Naast een hertekende, meer aerodynamische voorkant werd ook het interieur vernieuwd met een ergonomisch ontwerp dat aangepast was aan de wereldwijde normen voor personenwagens. De nieuwe onafhankelijke wielophanging vooraan zorgde voor een aanzienlijke verbetering van het rijcomfort, de achteras met bladveren bleef ongewijzigd. Ook de vierwielaandrijving werd gemoderniseerd en schakelde voortaan automatisch in wanneer de achterwielen grip dreigden te verliezen. De 4,0-liter V6-benzinemotor bleef grotendeels ongewijzigd en leverde voortaan 119 kW (162 pk).
De nieuwe Ford Explorer was een nog groter verkoopsucces dan het vorige model. Het werd de best verkochte terreinwagen in de Verenigde Staten en wereldwijd. In de VS was de Explorer vanaf 1996 optioneel verkrijgbaar met een 4,9-liter V8-motor met 157 kW (214 pk).
In 1997 werd de 4.0-liter V6-motor met 119 kW aangevuld met een krachtigere variant van 157 kW (214 pk) met een modern motormanagementsysteem in combinatie met een vijftraps automatische transmissie.
In 1999 kreeg de wagen een kleine facelift met een vernieuwde voorzijde, inclusief extra koplampen in de voorbumpers. De achterzijde was al sinds 1998 licht aangepast.
In 2001 kwam Ford in het nieuws met een affaire rond Firestone-banden op de Explorer, die bij hoge snelheden dreigden te barsten. Er waren ongevallen waarbij 174 doden en talloze gewonden vielen voordat Ford ingreep en van band wisselde.

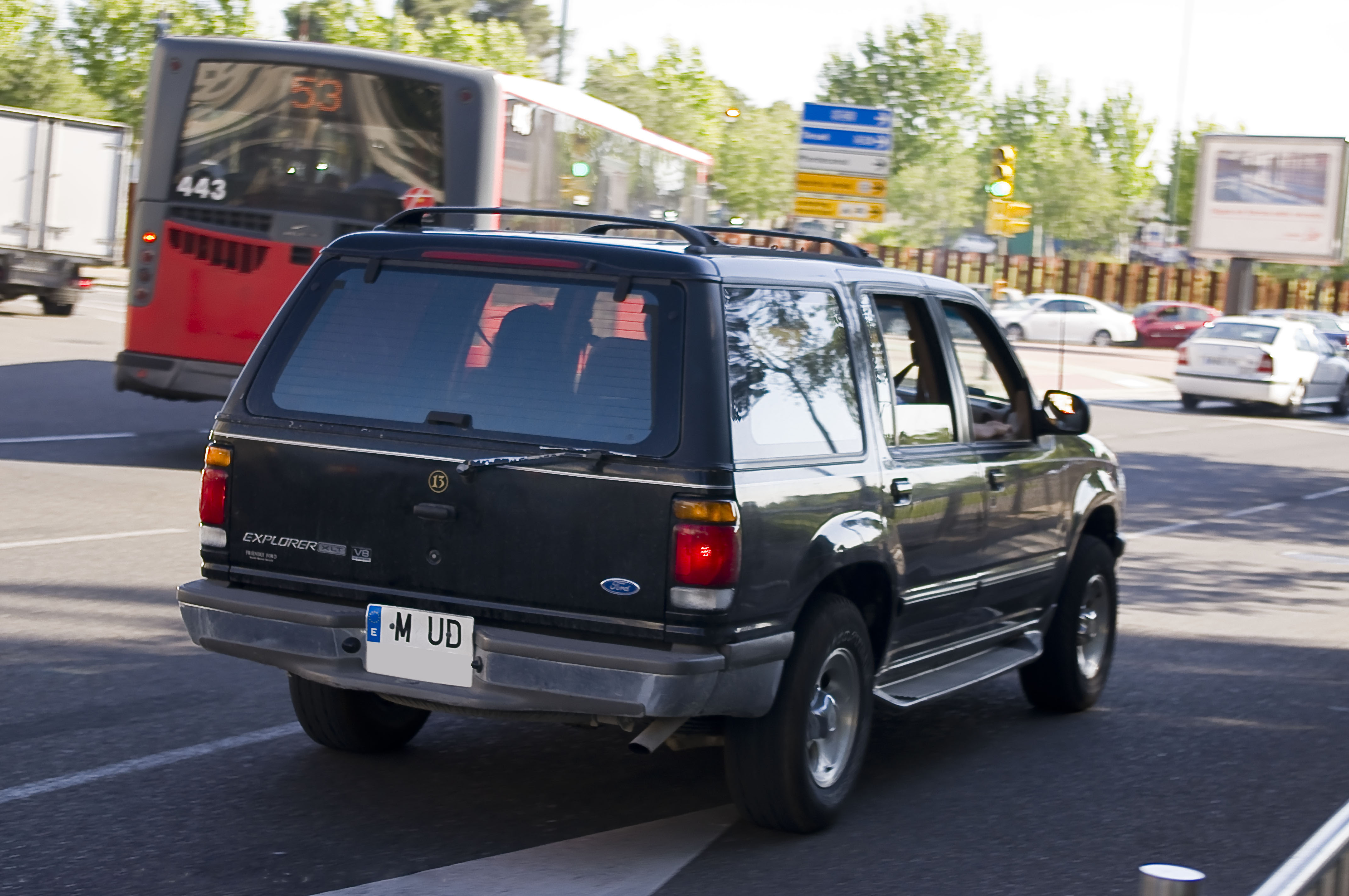
Ford Explorer, achteraanzicht
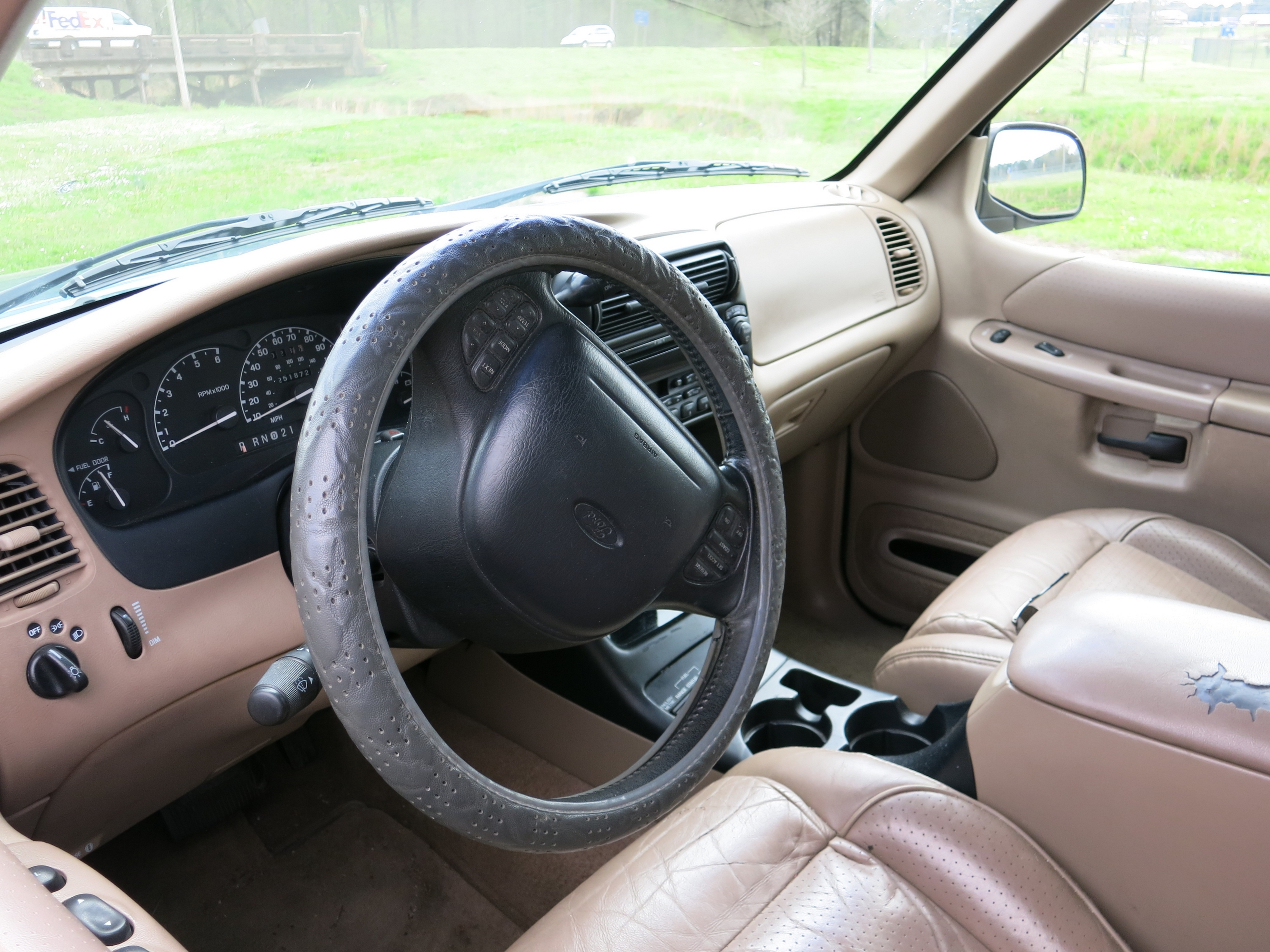
Ford Explorer, interieur
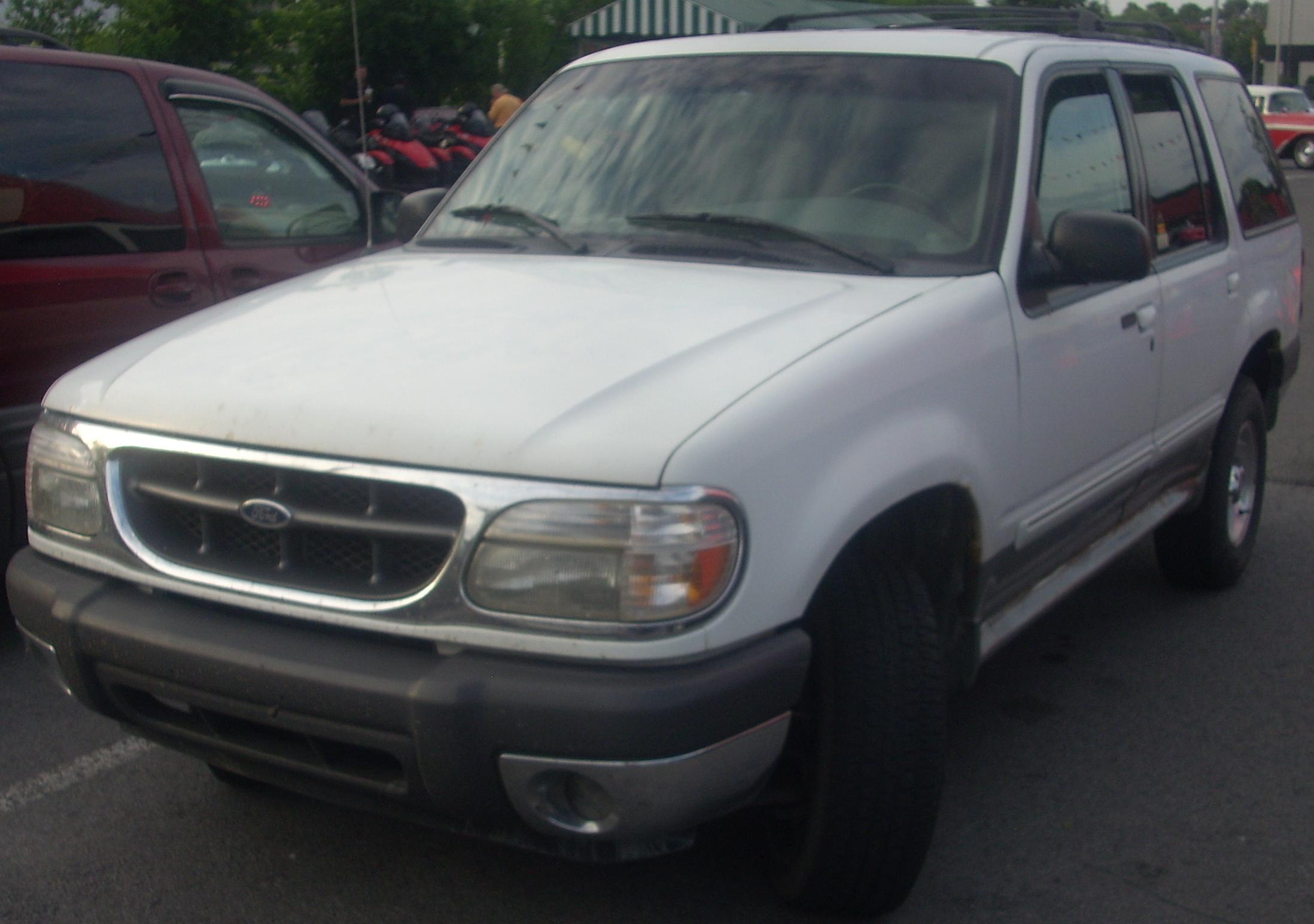
Ford Explorer (facelift)
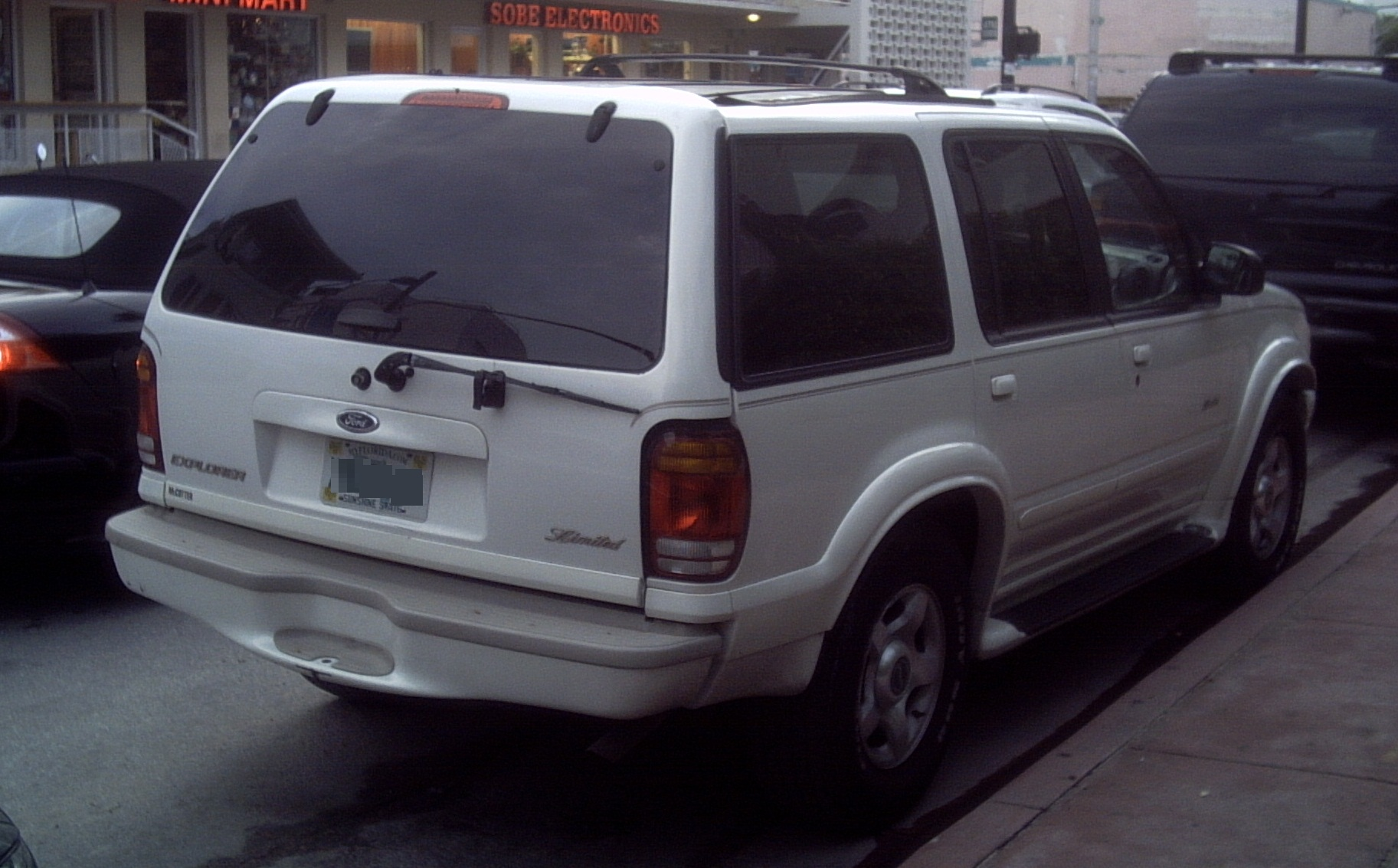
Ford Explorer (facelift), achteraanzicht

## Derde generatie
In 2001 kwam in de Verenigde Staten de derde generatie van de Explorer op de markt. Voor het eerst sinds zijn introductie was de Explorer niet langer rechtstreeks afgeleid van de Ford Ranger. De derde generatie kreeg een volledig nieuw ontwerp op basis van het UN152-platform dat specifiek voor SUV's ontwikkeld was.
Door de dalende vraag naar SUV's met drie deuren werd de Explorer van de derde generatie uitsluitend als vijfdeursmodel gebouwd. De driedeursversie van de tweede generatie werd nog tot 2003 verder aangeboden. De wagen kreeg rondom een nieuwe onafhankelijke wielophanging. Die wijziging zorgde voor een lagere laadvloer waardoor de Explorer meer ruimte bood en een optionele derde zitrij mogelijk werd.
Naast een herziene 4,0-liter V6-motor die voortaan 157 kW (214 pk) leverde was er ook een nieuwe 4,6-liter V8-motor met 178 kW (242 pk) beschikbaar. Aanvankelijk was de V6-motor gekoppeld aan een handgeschakelde vijfbak. Vanaf 2003 waren de V6- en de V8-motoren alleen nog leverbaar in combinatie met een vijftraps automatische transmissie.
De Explorer kreeg ook een aantal extra veiligheidsvoorzieningen. Samen met het schrappen van de Firestone-banden werden de voor- en achterassen verbreed om het risico op kantelen te verminderen. Naast de standaard dubbele airbags voorin werden ook gordelspanners toegevoegd. ESP en zijgordijnairbags waren als optie leverbaar.
De derde generatie Explorer werd door de Lincoln-Mercury divisie van Ford ook op de markt gebracht als de Lincoln Aviator en de (tweede generatie) Mercury Mountaineer.

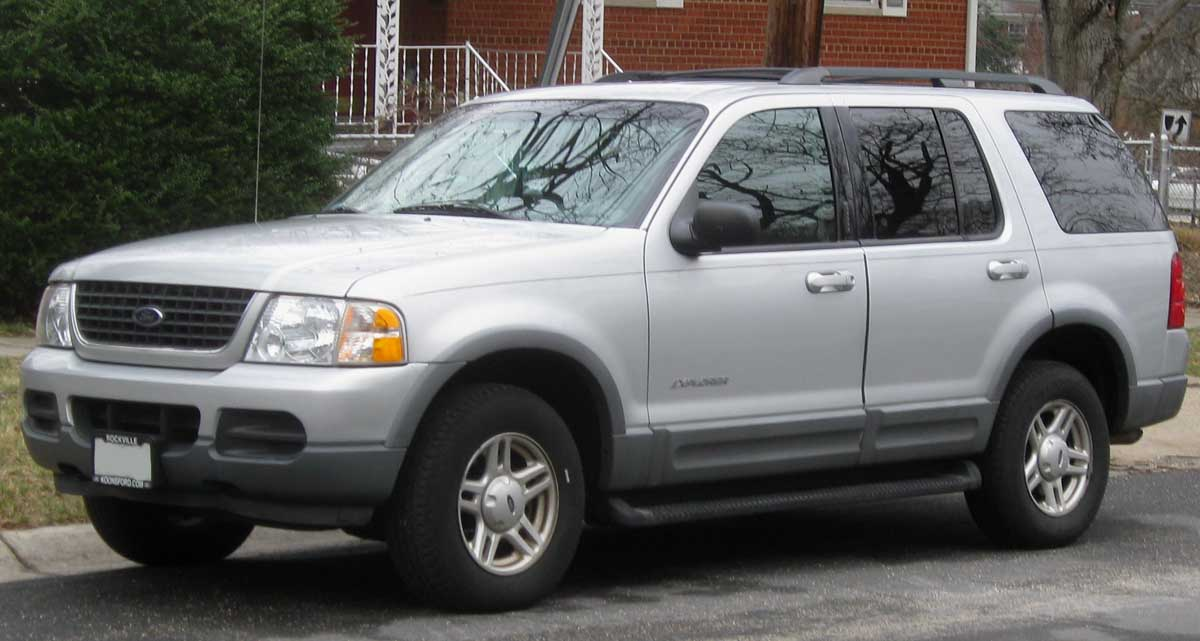
Ford Explorer XLS Sport (2002-2005)
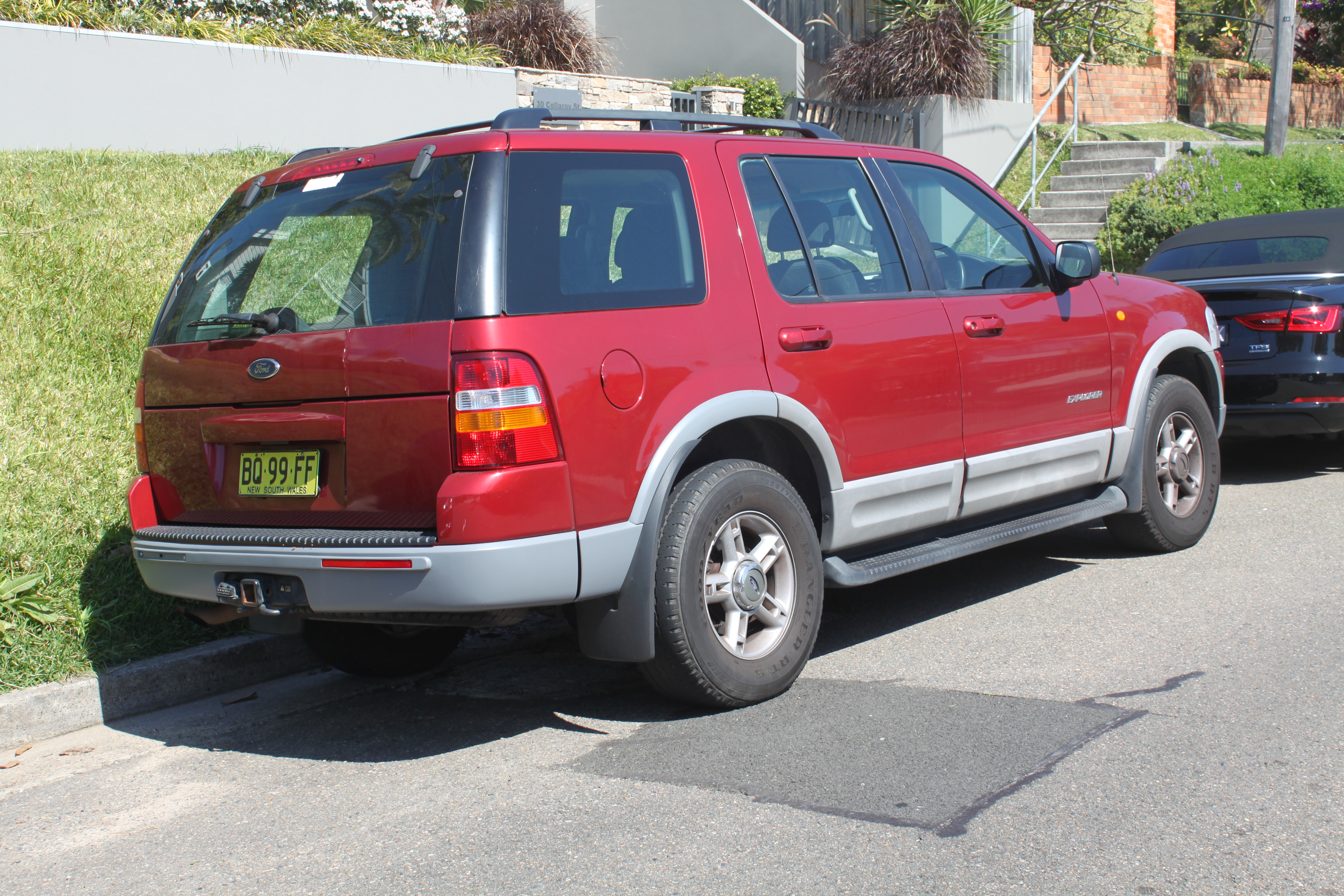
Australische Ford Explorer (UT) XLT uit 2002, achteraanzicht

## Vierde generatie
In het najaar van 2005 werd de Ford Explorer grondig aangepast. De vierde generatie werd gebouwd op een nieuw, sterker chassis. Deze generatie was de laatste die gebruik maakte van een chassis met carrosserie-opbouw. De volgende generatie die in 2010 op de markt kwam had een zelfdragende carrosserie.
De vierde generatie Explorer had een vernieuwde achterwielophanging en het interieur kreeg een opfrisbeurt met onder andere een optionele derde rij zetels die elektrisch neerklapbaar waren. Elektronische stabiliteitscontrole en een bandenspanningscontrolesysteem behoorden voortaan tot de standaard uitrusting. Daarnaast schakelde Ford over op een achterklepontwerp uit één stuk vanwege de problemen die gepaard gingen met het ontwerp van de vorige generatie. In tegenstelling tot eerdere generaties was de Explorer ook niet langer met het stuur aan de rechterkant verkrijgbaar.
De standaard krachtbron van de Explorer was een 4,0-liter V6-motor met 157 kW (214 pk) in combinatie met een vijftraps automatische transmissie. Een 4,6-liter V8-motor met 218 kW (297 pk), vergelijkbaar met de motor van de vijfde generatie Ford Mustang, was als optie leverbaar. Deze V8-motor was gekoppeld aan een zestraps automatische transmissie.
In 2007 werd de optielijst verder uitgebreid met onder andere een verwarmde voorruit, verwarmde lederen zetels en elektrische treeplanken. Dit is een systeem waarbij de treeplanken omlaag gaan om gemakkelijker te kunnen instappen en vervolgens ingetrokken worden bij het sluiten van de deur, zoals bij de Lincoln Navigator. In 2008 werden zijgordijnairbags standaard op alle uitvoeringen.

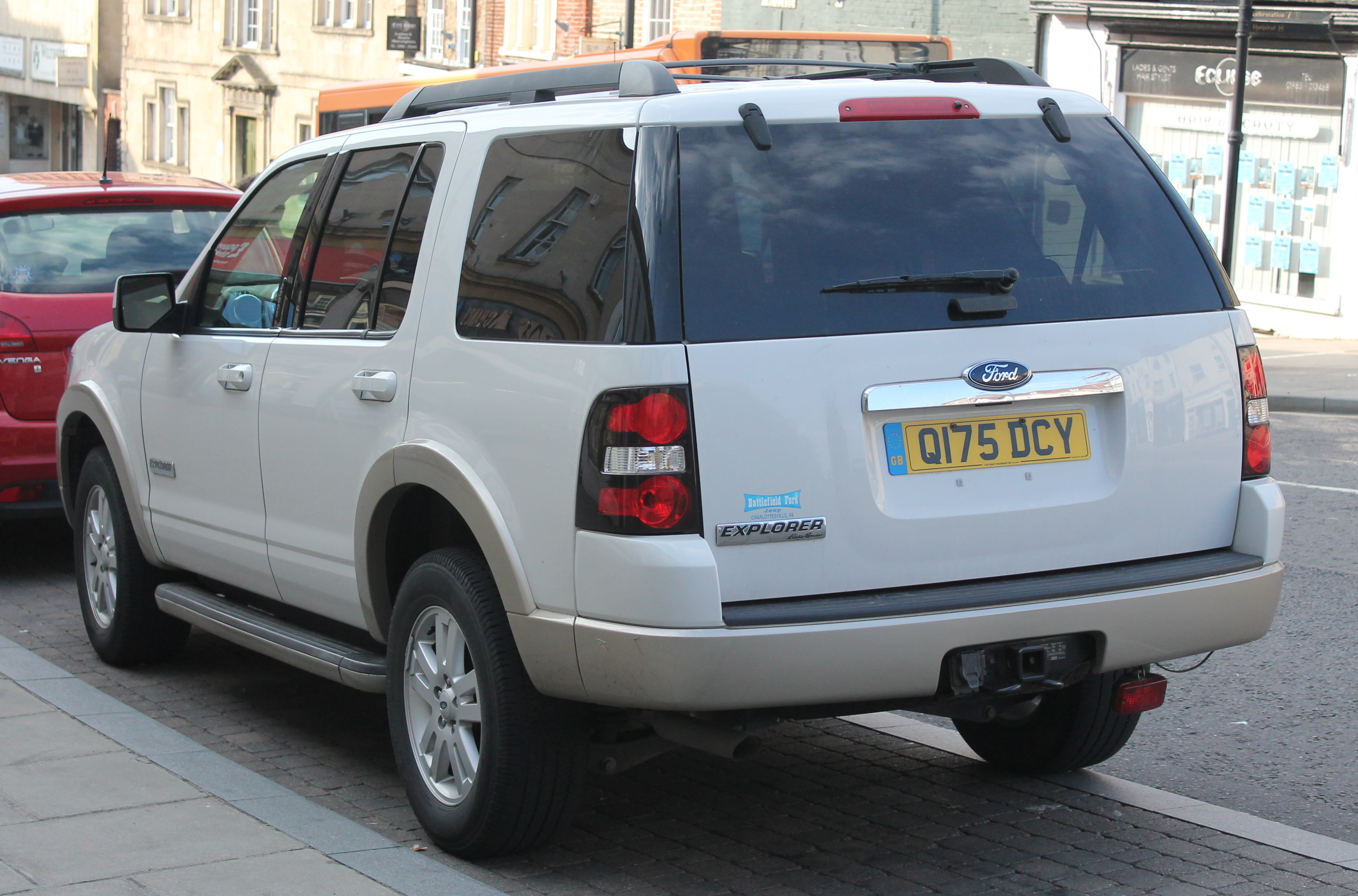
Ford Explorer, achteraanzicht
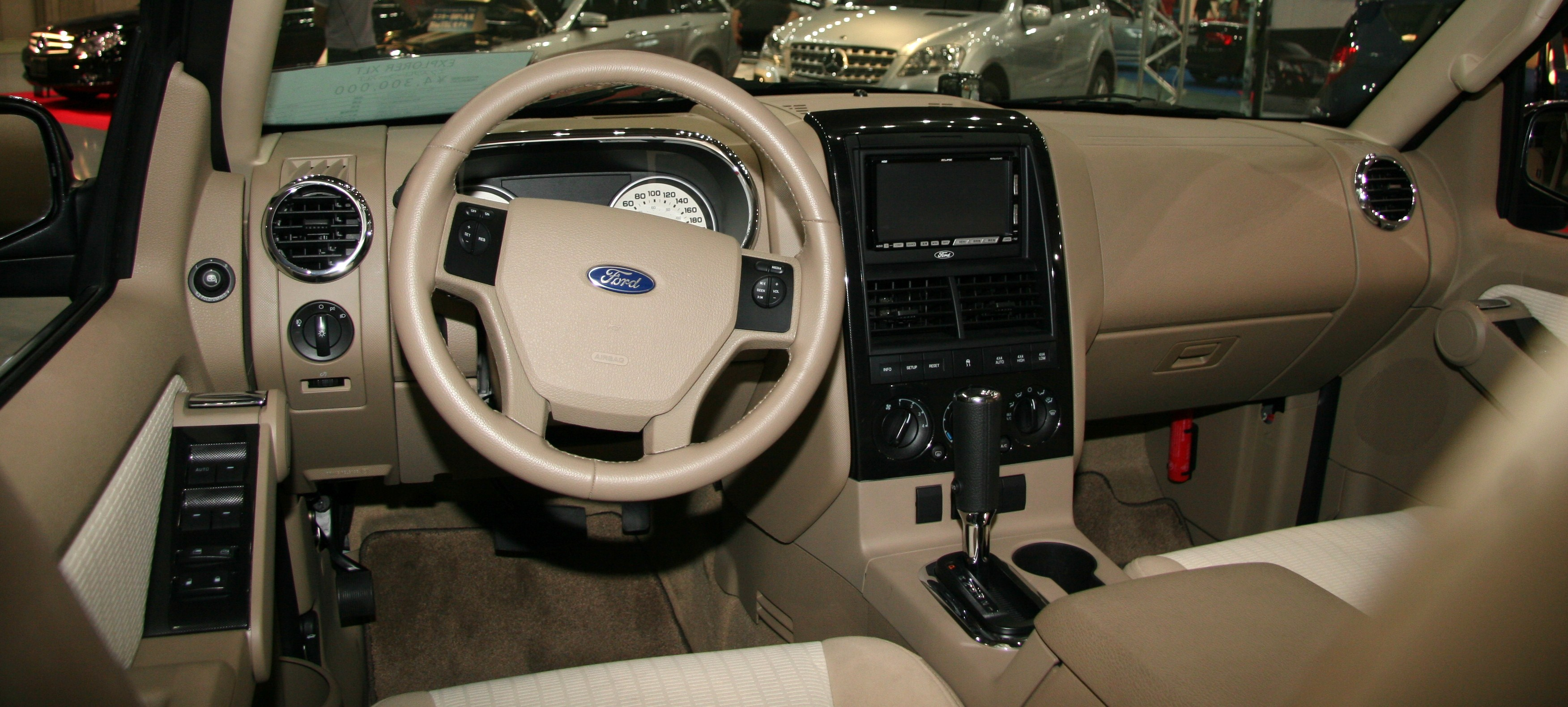
Ford Explorer, interieur

## Vijfde generatie
Eind 2010 verscheen de vijfde generatie van de Explorer, die niet langer als SUV maar als CUV in de markt gezet werd. Zowel de carrosserie als het onderstel waren aanzienlijk hertekend, waardoor deze nieuwe generatie aerodynamischer was en een ruimer interieur had dat plaats bood aan maximaal zeven inzittenden. De Explorer was verkrijgbaar met voorwielaandrijving of met permanente vierwielaandrijving. 
In plaats van V8-motoren bood Ford alleen vier-in-lijn- en V6-benzinemotoren aan. Aanvankelijk was er maar een motor beschikbaar: een 3,5-liter V6-motor met 216 kW (294 pk) gekoppeld aan een zestraps automatische transmissie of een optionele zestraps SelectShift automaat. Kort daarna bood Ford ook een zuinigere 2,0-liter viercilindermotor met turbo aan die een vermogen had van 179 kW (244 pk). Deze viercilindermotor was alleen leverbaar in combinatie met voorwielaandrijving.
De beschikbare uitrusting van de vijfde generatie Explorer omvatte onder meer een intelligente toegang met startknop, motorstart op afstand, een elektrische achterklep, elektrisch verstelbare pedalen met geheugenfunctie, lederen bekleding, verwarmde en gekoelde voorzetels, adaptive cruise control, actieve parkeerhulp, HID (high intensity discharge)-koplampen en led-achterlichten.
In 2012 kwam er een performantere 3,5-liter V6-motor bij met een vermogen van 272 kW (370 pk). In datzelfde jaar werd de Police Interceptor Utility uitgebracht, een politiewagen die exclusief uitgerust was met een 3,7-liter V6-motor van 227 kW (309 pk).
In 2016 kreeg de Explorer een facelift met een opnieuw ontworpen voorkant, motorkap en bumper, led-koplampen en mistlampen die geïnspireerd waren op de dertiende generatie Ford F-150. Ook de achterkant werd opgefrist met nieuwe led-achterlichten en dubbele uitlaatpijpen. De basismotor werd de 2,3-liter viercilindermotor uit de Ford Mustang met 209 kW (285 pk).

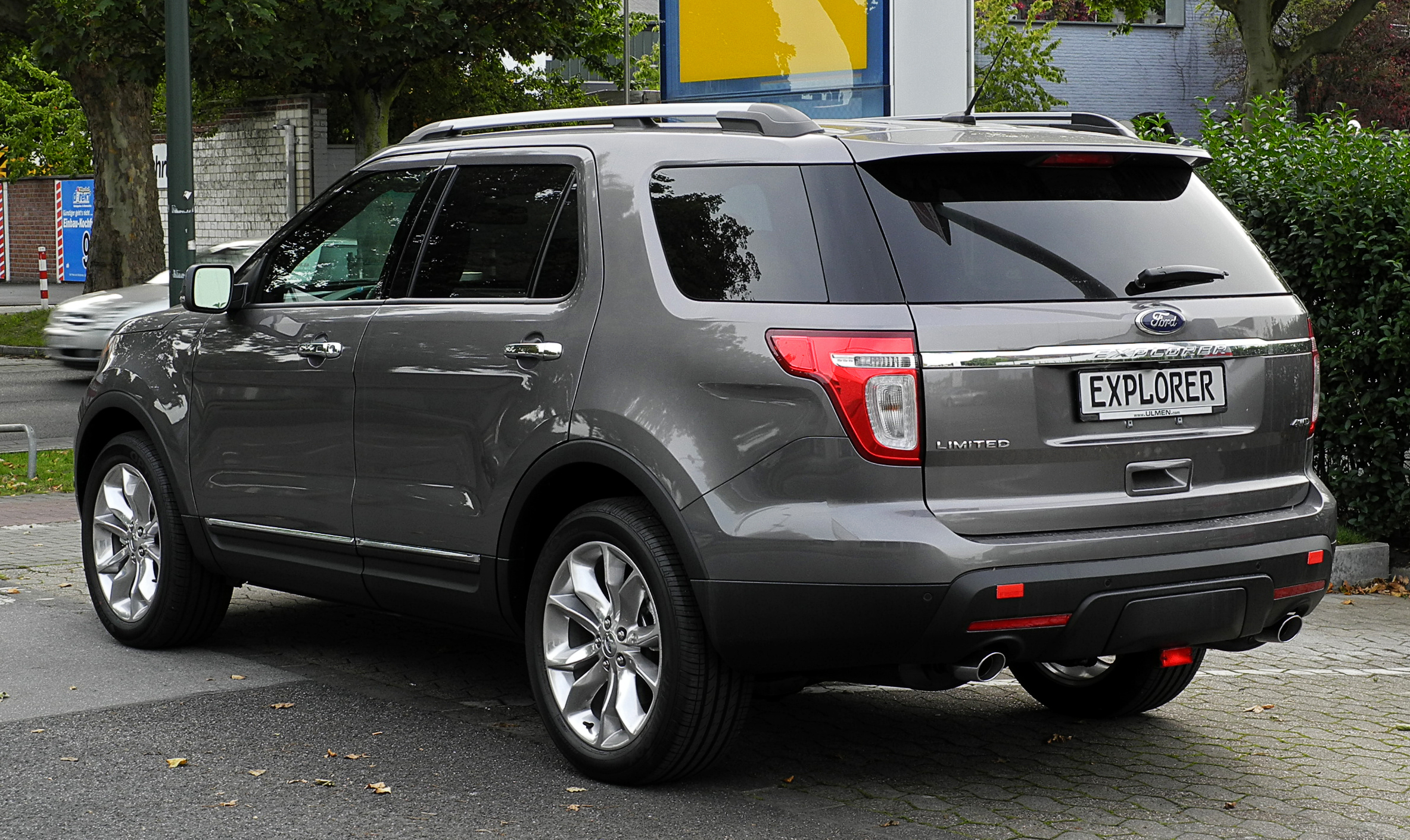
Ford Explorer, achteraanzicht
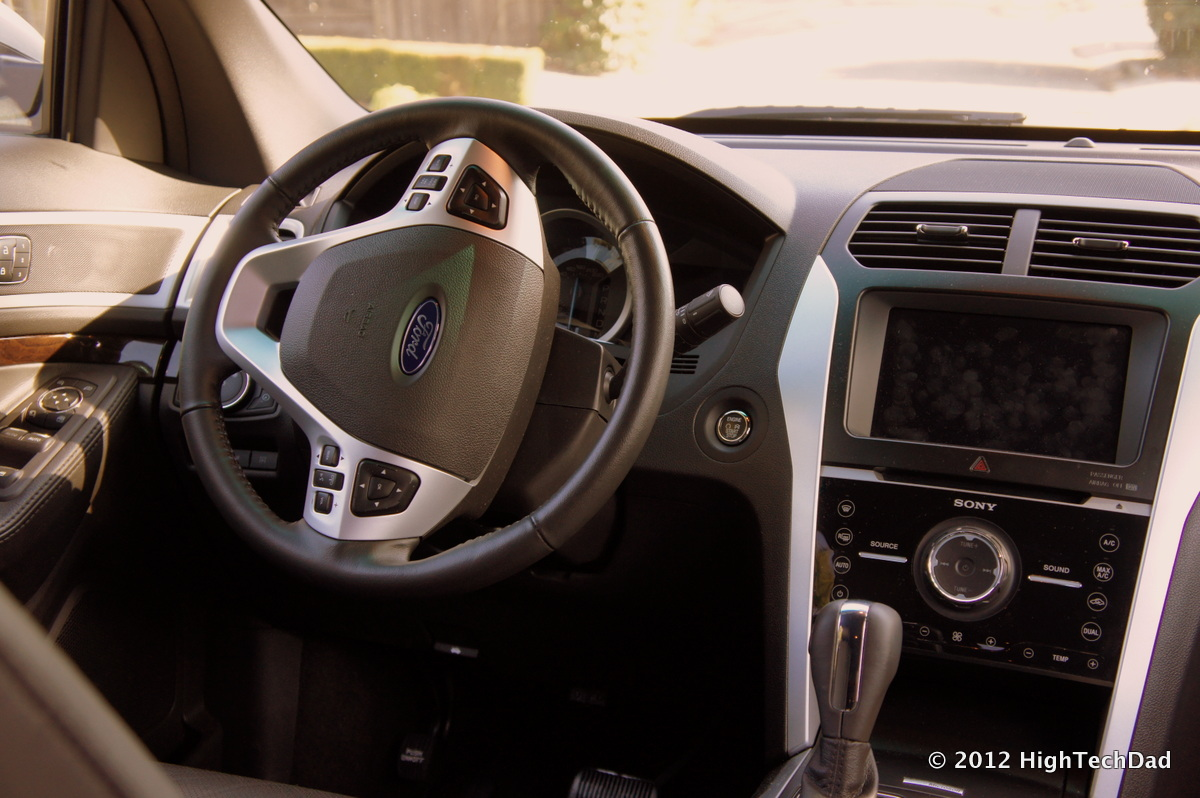
Ford Explorer, interieur
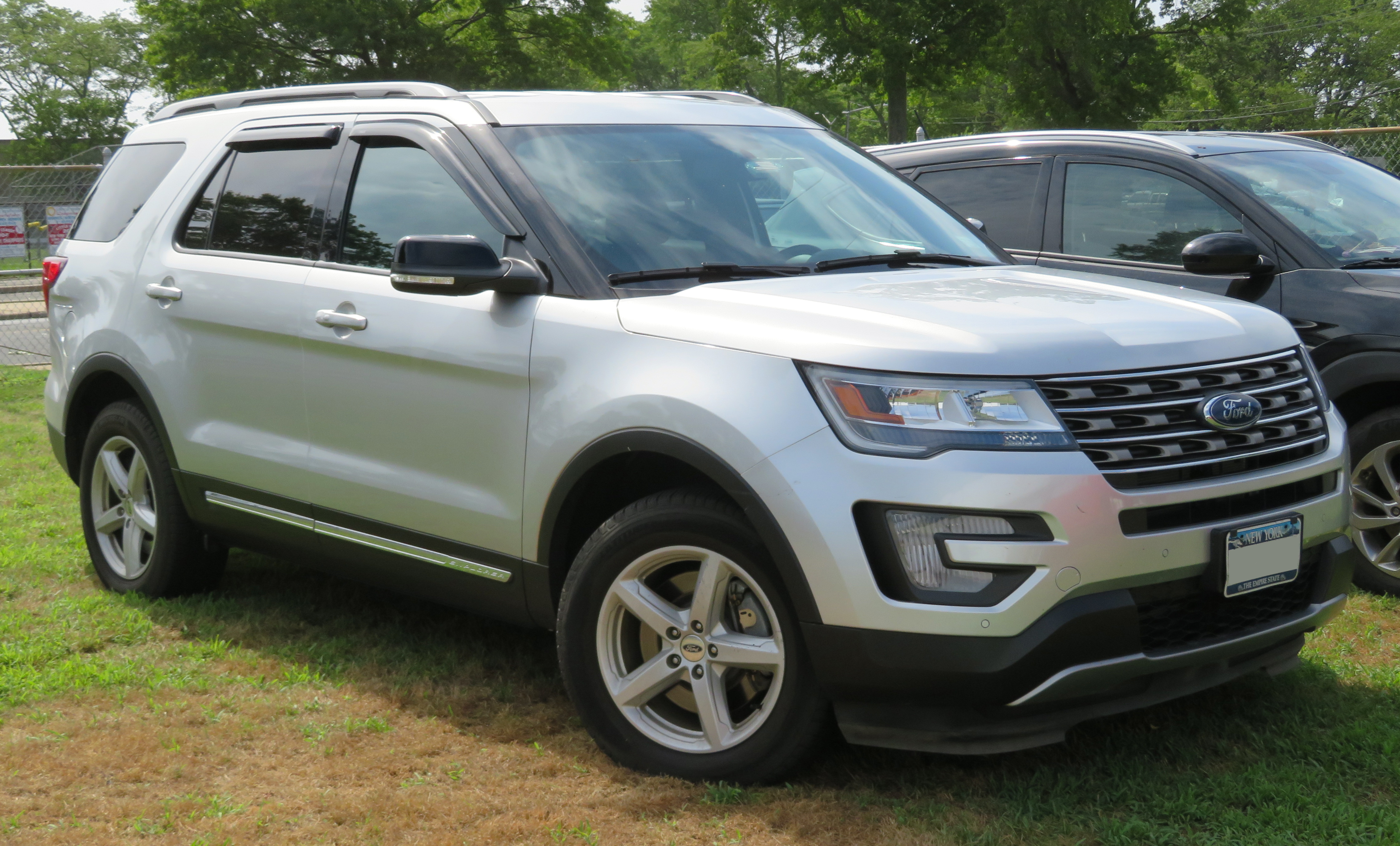
Ford Explorer (facelift)
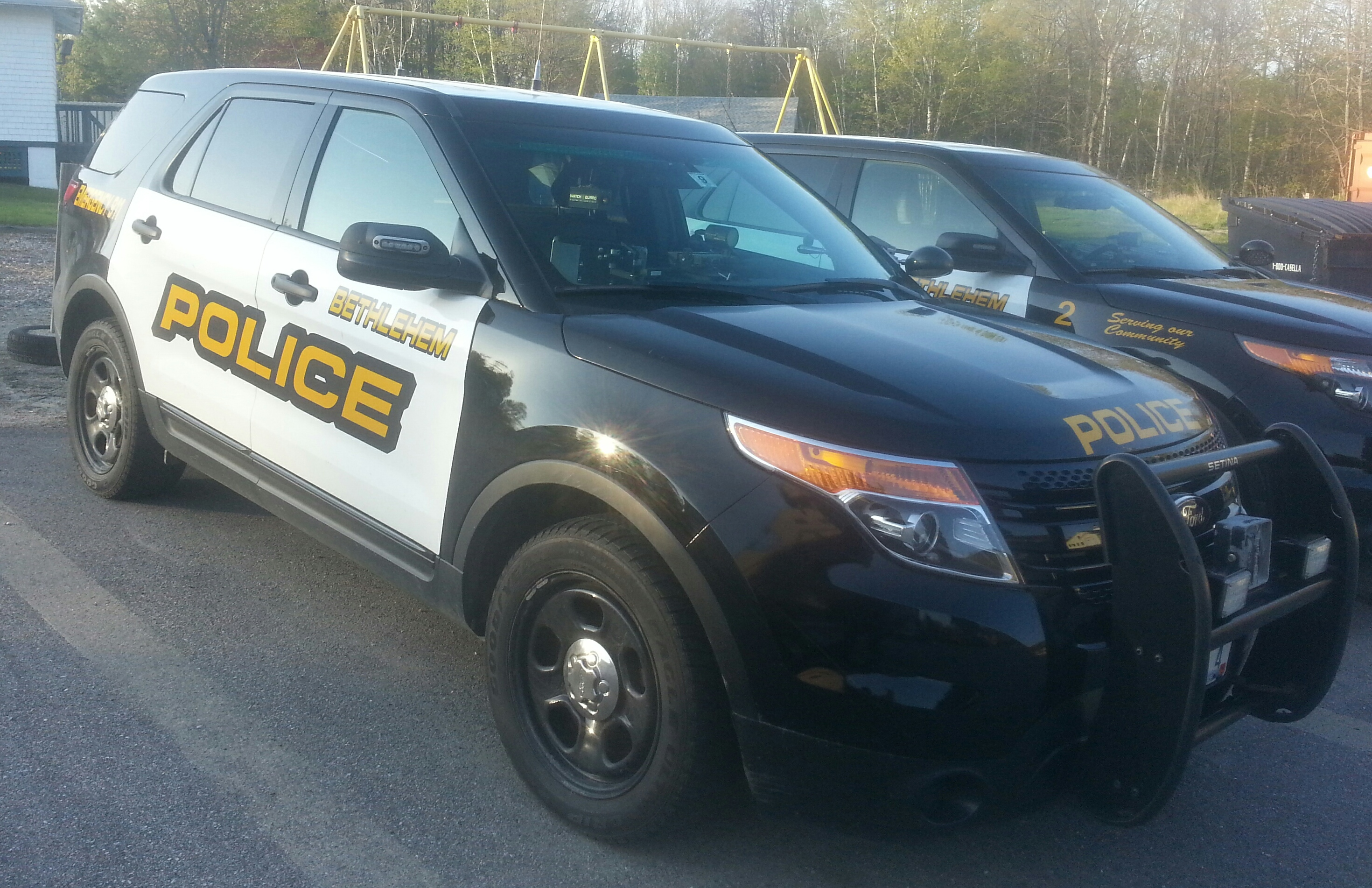
Ford Police Interceptor Utility

## Zesde generatie
Op de North American International Auto Show in 2019 presenteerde Ford de zesde generatie van de Explorer. De wagen wordt gebouwd op het nieuwe CD6-platform met achterwielaandrijving dat wordt gedeeld met de Lincoln Aviator uit 2019. Naast de standaard Explorer wordt ook een Explorer Hybrid en een sportieve Explorer ST aangeboden.
De standaardmotor is de 2,3-liter vier-in-lijnmotor met turbo die een vermogen van 224 kW (305 pk) ontwikkelt. De Explorer van de zesde generatie wordt geleverd met een nieuwe tientraps automatische transmissie en achter- of vierwielaandrijving. Een optionele 3,0-liter V6-motor met turbo levert 272 kW (370 pk). In de ST levert diezelfde V6-motor 298 kW (406 pk). De Hybrid is voorzien van een afgezwakte 3,3-liter V6-motor die een gecombineerd vermogen van 237 kW (323 pk) levert.
De Explorer van de zesde generatie is sinds eind 2019 weer beschikbaar op de Europese markt, zij het alleen als plug-inhybride. De plug-inhybride wordt aangedreven door een 257 kW (349 pk) sterke 3,0-liter V6 turbobenzinemotor in combinatie met een 74 kW (101 pk) elektromotor, goed voor een gecombineerd systeemvermogen van 336 kW (458 pk) en een brandstofverbruik van 3,4 l/100 km. De lithium-ionbatterij heeft een capaciteit van 13,1 kWh, wat de wagen een elektrische actieradius van 48 km geeft.

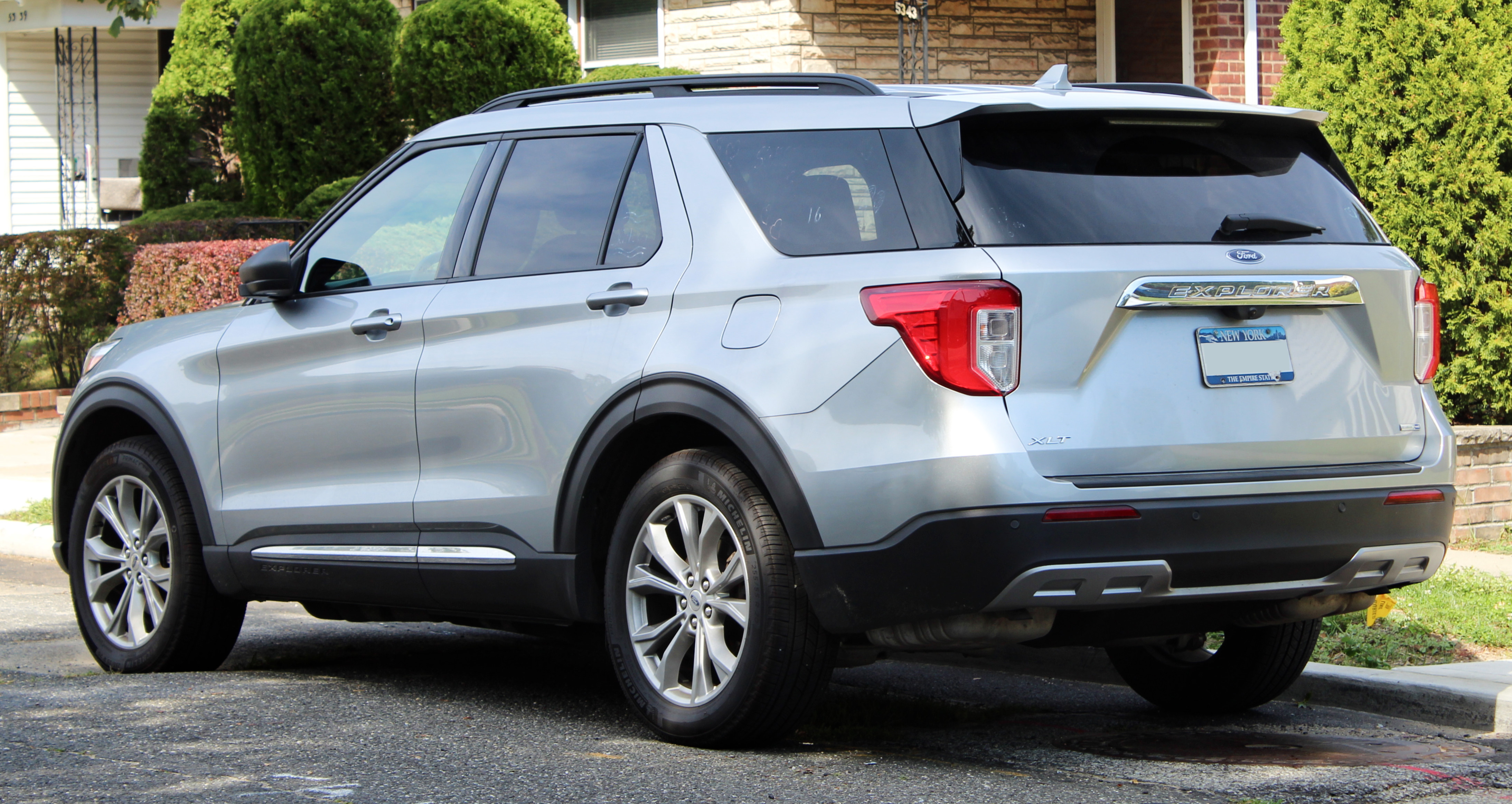
Ford Explorer, achteraanzicht
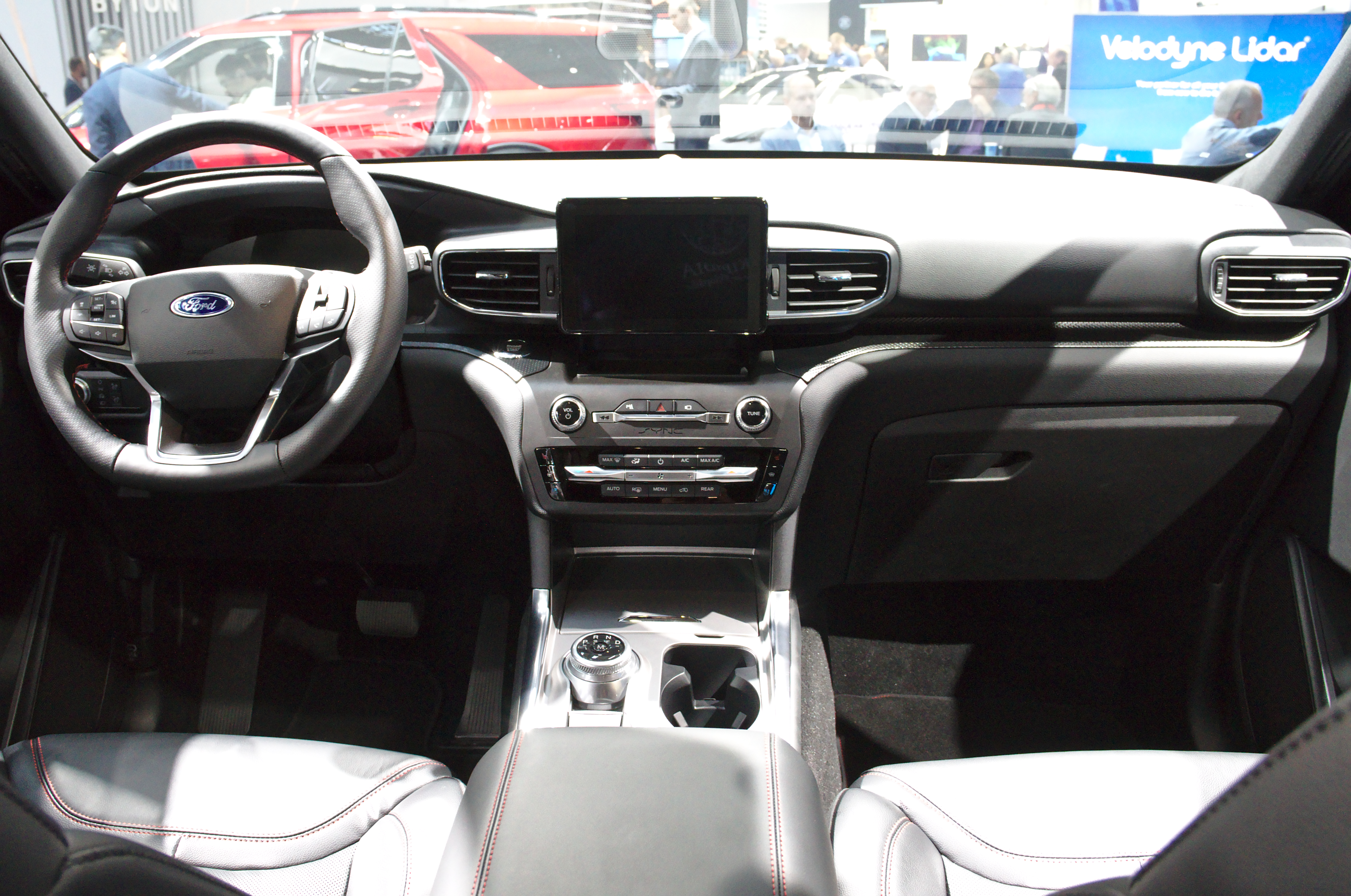
Ford Explorer, interieur
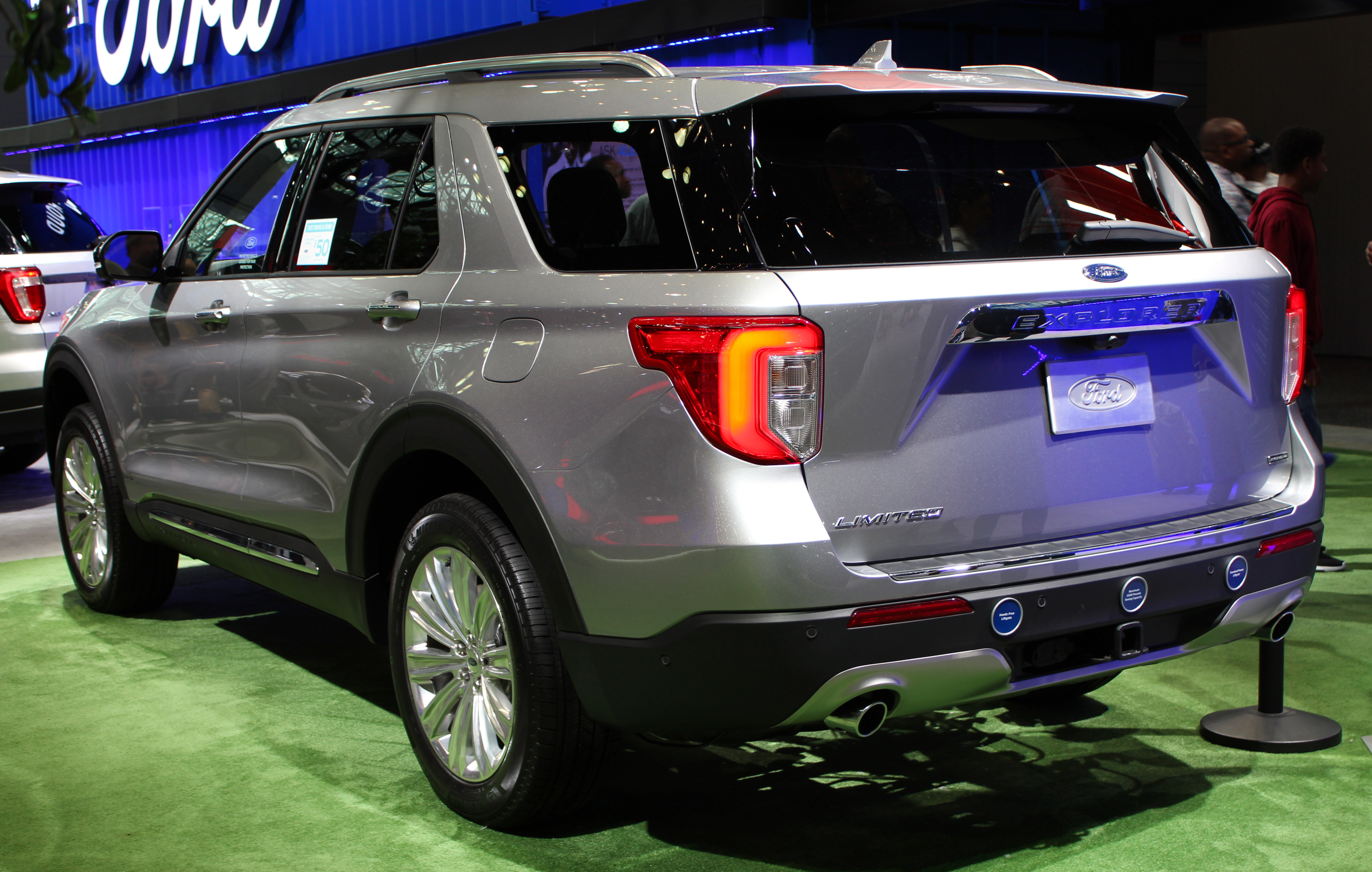
Ford Explorer Hybrid, achteraanzicht
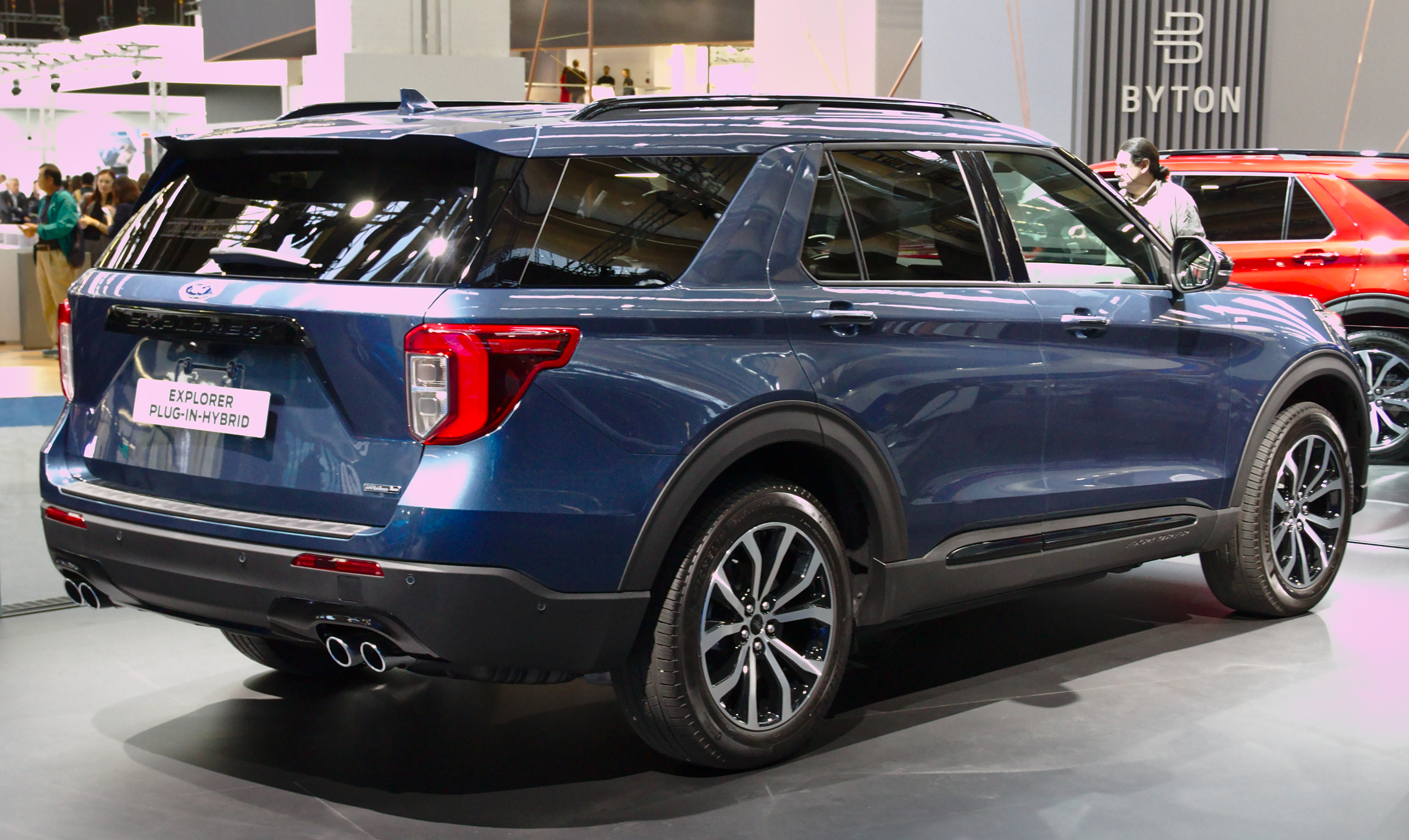
Ford Explorer Plug-in Hybrid, achteraanzicht
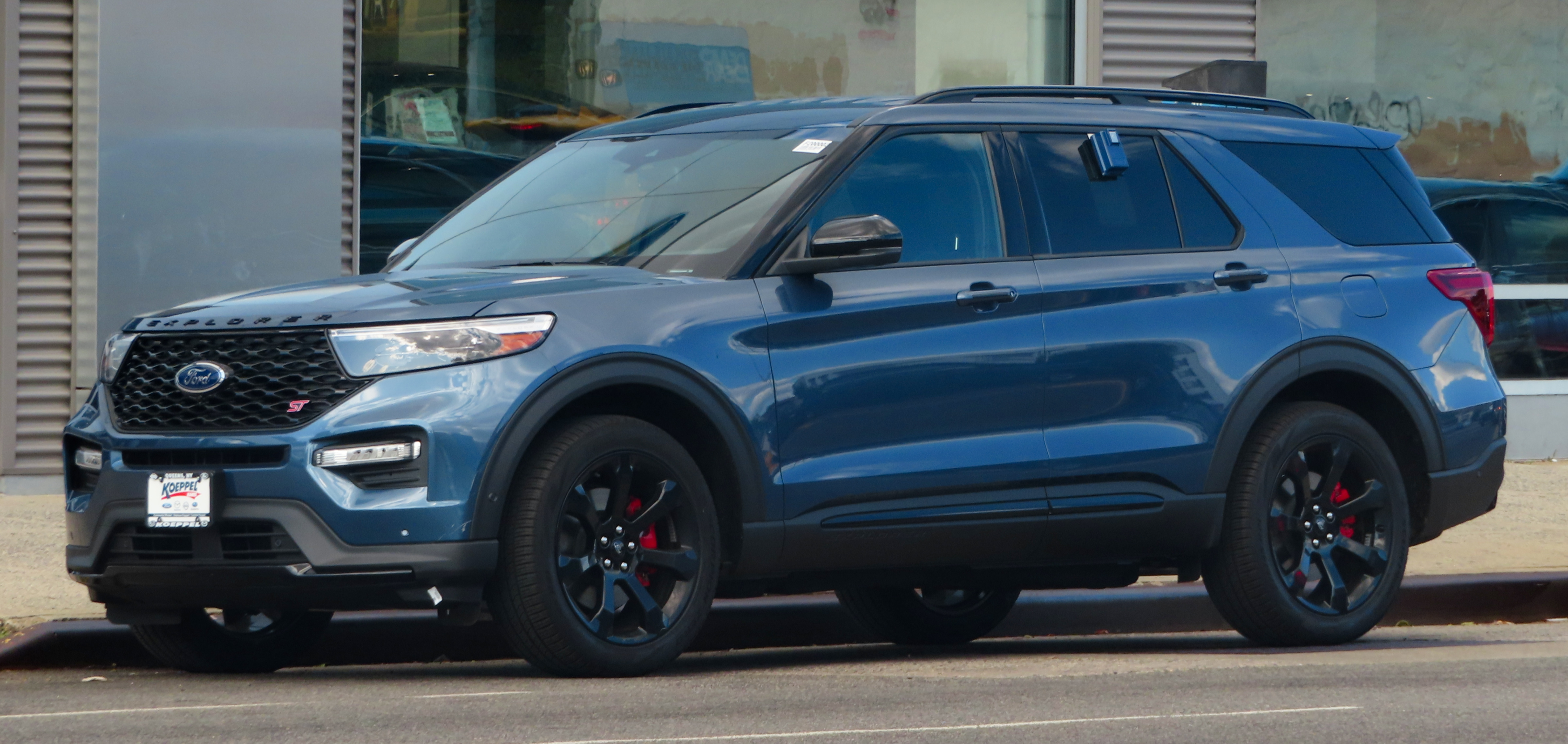
Ford Explorer ST
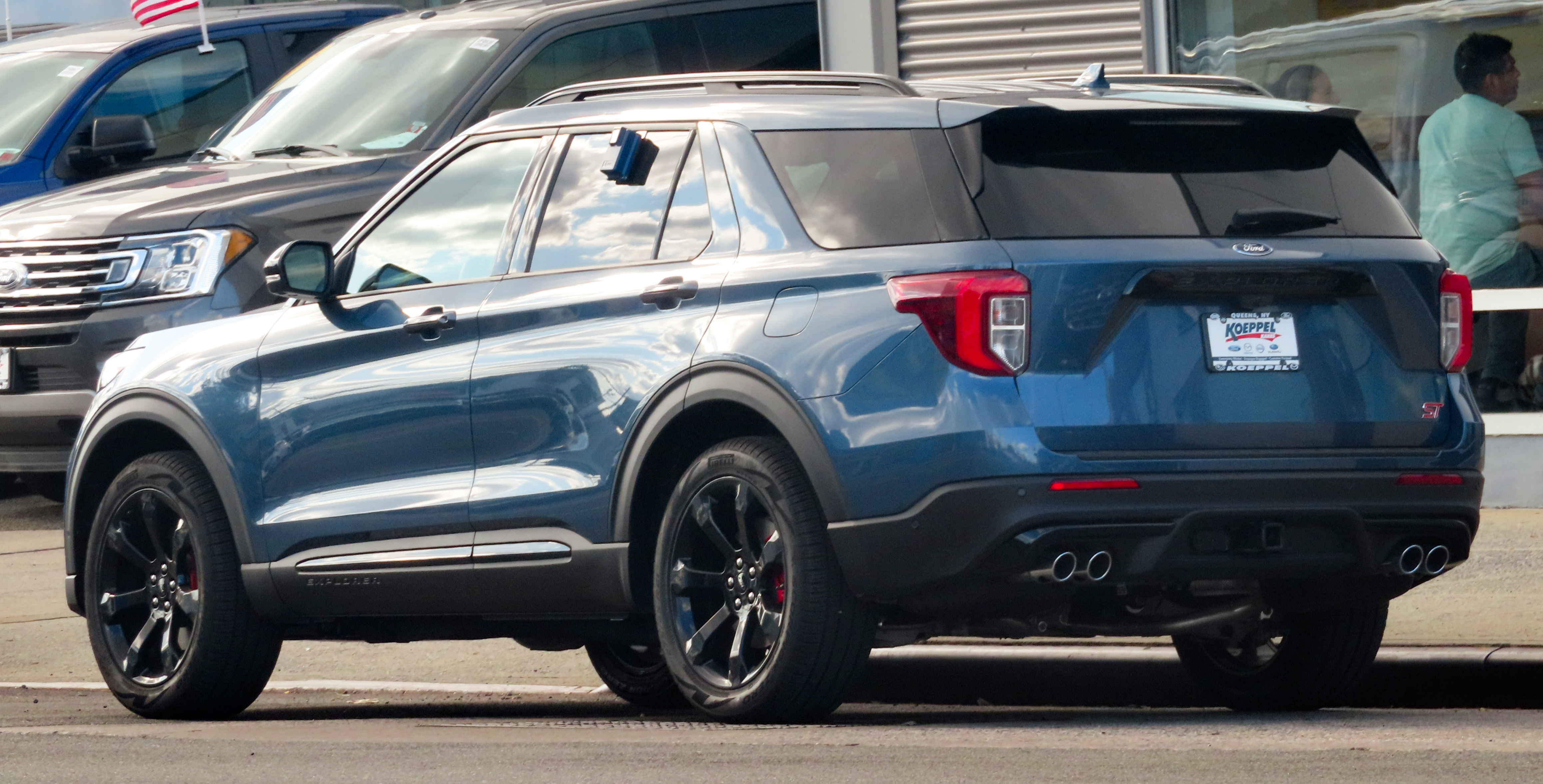
Ford Explorer ST, achteraanzicht

## Verkoopcijfers
Een overzicht van de verkoopcijfers van de Ford Explorer in Noord-Amerika.
Vanwege een beveiligingsprobleem met de MediaWiki Graph-software is het momenteel niet mogelijk deze grafiek weer te geven. Zodra de software is bijgewerkt zal de grafiek vanzelf weer zichtbaar worden.

## Populaire cultuur

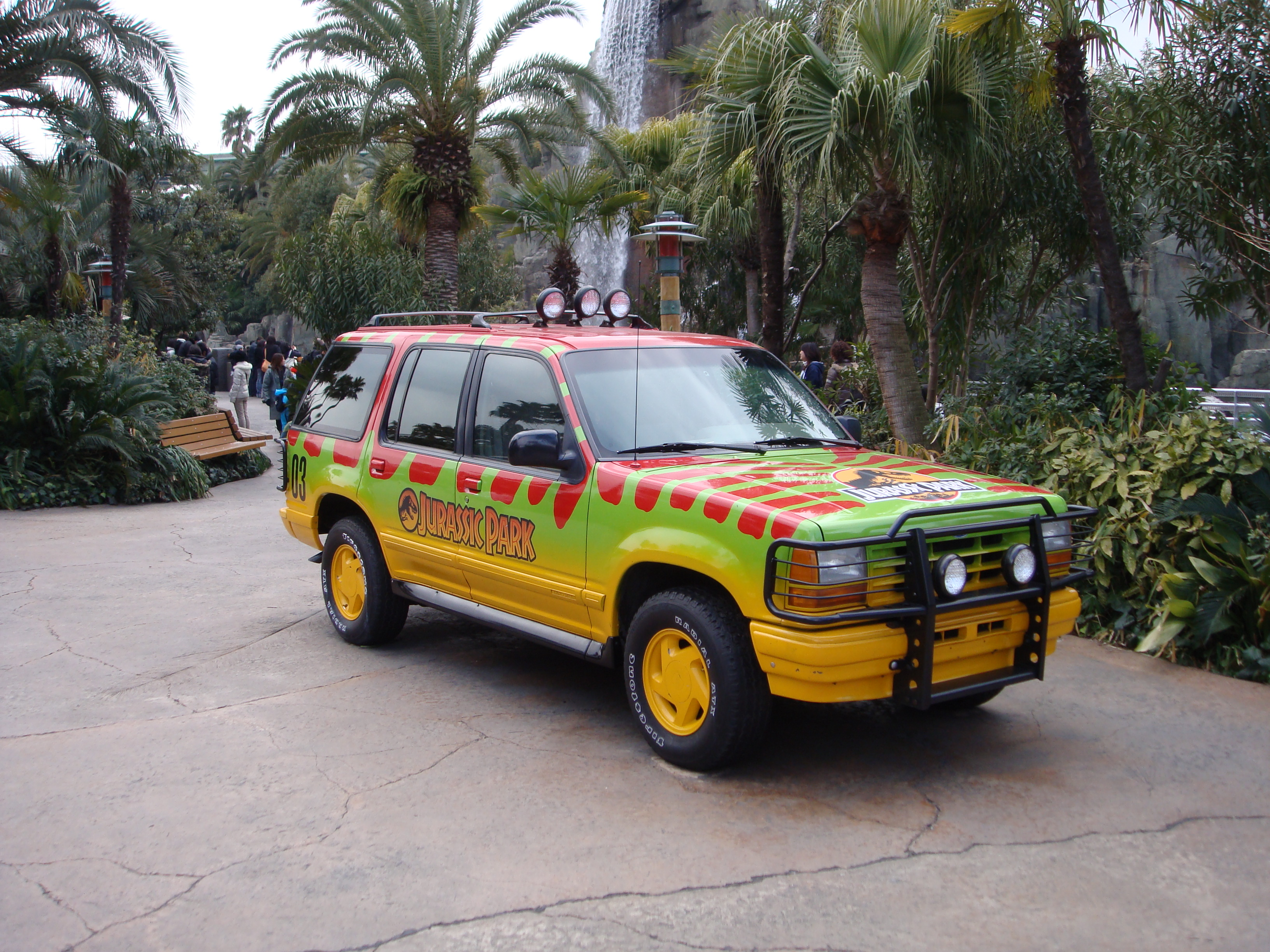
Replica van een Ford Explorer uit de film Jurassic Park

De Ford Explorer van de eerste generatie werd gebruikt in de film Jurassic Park uit 1993. In de film is het een elektrische en automatische auto gemonteerd op rails voor het bezoek aan het park.
Internetpersoonlijkheid Lexie Alford reed in 2023 en 2024 de wereld rond met een elektrische Ford Explorer.